# Alexey Mikhailovich Kuzmenkov
Alexey Mikhailovich Kuzmenkov (tiếng Nga: Алексей Михайлович Кузьменков, sinh ngày 10 tháng 6 năm 1971) là một sĩ quan cao cấp của Lực lượng Vũ trang Liên bang Nga, quân hàm Thượng tướng, hiện là Thứ trưởng Bộ Quốc phòng Liên bang Nga giám sát lĩnh vực hậu cần quân sự. Trước đó, ông từng là Phó Giám đốc lực lượng Vệ binh quốc gia Nga (Rosgvardia), trước đó nữa là Tham mưu trưởng Binh chủng Hậu cần của quân đội Nga.
Kuzmenkov sinh ra và lớn lên ở Horlivka, tỉnh Donetsk lúc đó là Cộng hòa xã hội chủ nghĩa Xô viết Ukraina thuộc Liên Xô.
Ông bắt đầu binh nghiệp của mình vào năm 1998 khi gia nhập Lực lượng Mặt đất Nga và tốt nghiệp Trường cao đẳng Sĩ quân Hậu cần Volsk.
Năm 2011, ông được bổ nhiệm làm Phó Cục trưởng Cục Bảo đảm Nguồn lực Bộ Quốc phòng. Năm sau, ông được bổ nhiệm làm Cục trưởng Cục Điều phối Kế hoạch và Hậu cần của Bộ, quân hàm Thiếu tướng. Năm 2014, ông được bổ nhiệm làm Tham mưu trưởng Binh chủng Hậu cần của Lực lượng Vũ trang Nga, quân hàm Trung tướng. Ông được bổ nhiệm làm Phó Tư lệnh phụ trách lực lượng bảo đảm vật chất - kỹ thuật của Quân khu Nam năm 2018. Thời kỳ này, ông tham gia tích cực vào các hoạt động hậu cần cho lực lượng Nga can thiệp vào nội chiến Ukraina, chiếm Krym cũng như hỗ trợ lực lượng ly khai ở Donbas.
Kuzmenkov trở thành Phó Giám đốc lực lượng Vệ binh Quốc gia Nga vào tháng 9 năm 2019. Ngày 10 tháng 12 năm 2020, ông được phong quân hàm Thượng tướng.
Vào ngày 30 tháng 4 năm 2023, Kuzmenkov đã được bổ nhiệm làm Thứ trưởng Bộ Quốc phòng phụ trách hậu cần, thay thế Thượng tướng Mikhail Mizintsev.